# Hajime Hosogai
Hajime Hosogai (n. 10 iunie 1986) este un fotbalist japonez care evoluează pentru echipa japoneză Kashiwa Reysol.

## Statistici
| Japonia | Japonia | Japonia |
| An      | Meciuri | Goluri  |
| ------- | ------- | ------- |
| 2010    | 3       | 0       |
| 2011    | 7       | 1       |
| 2012    | 8       | 0       |
| 2013    | 7       | 0       |
| 2014    | 5       | 0       |
| Total   | 30      | 1       |